# でびるなえびる
『でびるなえびる』とは倉上淳士による日本の漫画作品で、双葉社の月刊漫画雑誌「コミックハイ!」に連載されていたストーリー漫画である。

## 概要
月刊「コミックハイ!」にて連載されていた前作『こぎゃるかん』に代わる作品としてVol.25（2007年5月号・同年4月21日発売）より連載開始、絶対衝激 〜PLATONIC HEART〜の連載開始に伴いVol.38（2008年6月号・同年5月22日）にて第一部完という扱いになっている。
架空の学校である私立雪崩山学園（なだれやまがくえん）高等学校を舞台に、ある日突然転校してきた大富豪の令嬢・神威無えびると彼女に注目され大変な学園生活を送ることになった実直な少年・天童征詞郎の日常を描く、学園ストーリー漫画である。雑誌掲載時には毎号タイトルページに「誌上最凶ツンヤバ系お嬢の世界征服学園ラブコメ!!」とのキャッチコピーがあり、主人公・ヒロイン共に恋愛漫画的な言動は見られないものの、ラブコメディ要素を持つ作品でもある。単行本などにおける作品名の英語表記は「DEVIL NA EVIL」。

## あらすじ
ある朝、雪崩山学園高校の門前で遅刻の取締りをしていた天童征詞郎の前に、1台のリムジンが止まった。遅刻に悪びれる様子も無く車から降り立ち赤絨毯の長さに合うように校舎を移動させすらした彼女は、大財閥の令嬢・神威無えびるだった。王者として民心を掌握し動かそうとやって来た彼女にも毅然とした態度を取る征詞郎に対し、えびるはやがて関心を抱き始める。手始めに学校の生徒や教師たちを牛耳り征詞郎の両親さえ心服させた彼女であったが、彼は断固として応じない。そんな頃、えびると浅からぬ因縁を持つもう1人のお嬢様であるアンナ・ルシフェルトが転校してくる。征詞郎がえびるの“お気に入り”と知ったアンナもまた、彼を服従させようと動くのだった。こうして、えびるとアンナによる征詞郎にとっては甚だ迷惑な毎日が始まったのである。

## 登場人物
天童 征詞郎（てんどう せいしろう）
この作品の主人公。雪崩山学園高校2年2組の男子生徒で、クラス委員・生活委員。古風で厳格な父親に憧れて育ったので、彼自身も規律と規範に重きを置く性格を持っている。財閥令嬢であるえびるに対しても臆すること無く意見を言う姿勢が彼女の興味を惹いたため、以来彼女から“共に理性の支配する調和の取れた社会を築く協力者”として服従を迫られる。彼自身は現在まで頑としてこれに応じず抵抗しているが彼女の計略によって家を失い、現在は彼女の資産の1つである“犬小屋”に住んでいる。常に生真面目で実直な言動だが白亜の胸を見て赤面したり、アンナの色仕掛けにあっさりかかってしまう一面もある。
神威無 えびる（かむいな えびる）
この作品のヒロインにして、中心人物。腰の辺りで大きく左右に湾曲する特徴ある髪型をした、目つきの鋭い少女。世界の情報と物流を牛耳るとも、世界経済を支配しているとも言われる大財閥「神威無グループ」の令嬢。いずれ世界に君臨する者として帝王学的見地から庶民と触れ合い、民衆を動かす術を覚えるべく雪崩山学園高校2年2組に「特別聴講生」としてやって来た。ほとんどの人々が彼女の思惑どおりに動く中、唯一意に従わない征詞郎に関心を持ち、彼を「下僕」（しもべ）とすべく策を弄している。計略によって征詞郎の実家と父親の職を奪い、代わりに自ら所有する“犬小屋”の1つに住まわせた。この“犬小屋”は彼女の価値観では「人が住むには狭過ぎる」家だが、実は寝室が5部屋もありそれまでの天童家と比べても壮大な洋風の屋敷であり彼の家族にはそこに住むだけで管理料として月額100万円が支給される仕組みで、これにより彼の両親すら心服させた。常に王者の自信と気迫に満ち公衆の面前で水着を脱がされても動じないが、征詞郎が消しゴムを渡そうとして指が触れたり彼女を引きとめようと手を握った際には赤面し「許可無く触るな!」と鋭い蹴りを放っている。無類のカレー好きらしく、自分専用の高級カレーパンを作らせていたり自ら作った弁当にカレーをかけて征詞郎に提供するほど。通学には当初リムジンやハインドを使っていたが征詞郎がアンナの色仕掛けにかかりかけて以来、彼と共に徒歩で登校するのが日課となっている。
アンナ・ルシフェルト
第5話より登場した、もう1人の財閥令嬢。腰に届く金髪にカチューシャを着けており、頭頂部に2本の髪房が大きく飛び出している（単行本第1巻裏表紙では、この髪型を背面から見ると「ゴキっぽい」と表現されている）。オーストリアの世界企業「ルシフェルト財団」の総帥ハンス・ルシフェルトの娘で、常に数人の黒づくめの男たちを連れている。えびるを宿敵視しており、彼女を妨害すべく征詞郎らのクラスに転校してきた。えびるに比べると気さくな話し方をするが、その実様々な策謀をめぐらせる腹黒い面もあり、えびるの邪魔をするためなら自ら自慢のナイスバディすら武器として利用する。
白亜（はくあ）
えびるに常に付き従っている女性。長い金髪をおさげにして眼鏡をかけ、常に微笑を絶やさない。征詞郎によればえびるの教育係らしく、こと教育に関してはえびるも彼女の助言を聞いている。彼女らが着ているメイド服は一部が防弾仕様になっており、胸が豊かなせいか彼女だけは胸元が他と異なるデザインの服を着ている。
由良（ゆら）
白亜と共にえびるに付き従う女性。短めの黒髪で、顔のあちこちに絆創膏を貼っている。征詞郎によればえびるの護衛らしく、しばしば彼の言葉遣いに激しては日本刀を振りかざす。上品な物言いの白亜に対し、彼女は征詞郎らにもタメ口である。
天童 真吾（てんどう しんご）
天童の弟で小学生。征詞郎同様の髪型で、同じように眼鏡をかけている。征詞郎を兄として慕っており、天童一家が“犬小屋”に住まわされ両親がえびるになびいてからも征詞郎と共に彼女らに抵抗していたが第9話でアンナに追いつめられたところを由良に救われ、以後彼女を「由良姉さん」と慕う様になった。彼も剣道を練習しており、剣の遣い手である由良に以前から憧れがあったらしい。
三条（さんじょう）
神威無家管財部所属のメイド。神威無家当主直轄でえびるの配下ではないので当主の利益に反することについては彼女に対しても堂々と意見できる立場であり、えびる・白亜・由良に煙たがられる。第3話で天童家を差し押さえ一家を“犬小屋”へと案内、第11話ではえびる達の無駄遣いを咎め、その職権でえびるの運用資金（おこづかい）を半減させた。なお、彼女ら管財部員が着るメイド服はえびる配下のものとは形状が異なり、三条だけはカチューシャに印（他の管財部員らへの言動から、監督権限を示す階級章と思われる）が付いている。

## 単行本
1. 2007年12月12日発売、2008年1月12日第1刷発行 ISBN 978-4575834369
2. 2008年8月12日発売、2008年9月12日第1刷発行 ISBN 978-4575835250